# Echenique
Echenique, Echeniquez o Etchenique (escritos en euskera Etxenike y Etxenikez) es un apellido de origen vasco que en castellano significa casa chica.

## Personas
- Alfredo Bryce Echenique (1939-), también conocido como Alfredo Marcelo Bryce Echenique, escritor peruano.
- Ángel de Echenique (1916-1995), también conocido como Ángel de Echenique-Ubide, maestro, artista plástico, periodista español pionero, y uno de los fundadores de la Radio y la Televisión en España.
- Benjamín Juárez Echenique (1951-), conductor musical mexicano.
- Cecilia Echenique (1957-), también conocida como María Cecilia Echenique Celis, cantautora y compositora chilena.
- Cecilia Echenique, diseñadora de modas, mitad chilena y mitad brasileña.
- Chacho Echenique (1939-), también conocido como Néstor "Chacho" Echenique, autor, compositor e intérprete argentino.
- Fernando Echenique (1980-), árbitro de fútbol argentino.
- Francisco Echenique Bryce (1879-1959), también conocido como Francisco Jorge Macario Echenique Bryce, banquero peruano.
- Gertrudis Echenique (1853-1928), también conocida como Gertrudis Josefa del Carmen Echeñique Mujica, matrona chilena, que ejerció como primera dama de Chile entre 1896 y 1901.
- Gonzalo Echenique (1990-), también conocido como Gonzalo Oscar Echenique, jugador argentino de waterpolo.
- Gregory Echenique (1990-), también conocido como Gregory Joshue Echenique Carrillo, jugador de baloncesto venezolano.
- José de Yarza Echenique (1876-1920), arquitecto español.
- José Echenique (1840-1901), también conocido como José Echenique y Lagos, político argentino, gobernador de la provincia de Córdoba.
- José Echenique (1965-), jugador venezolano de baloncesto, ya retirado.
- José Piñera Echenique (1948-), también conocido como José Manuel Piñera Echenique, economista y político chileno.
- José Rufino Echenique (1808-1887), también conocido como José Rufino Echenique Benavente, político peruano, y presidente de Perú entre 1851 y 1855.
- Juan Martín Echenique (1841-1912), también conocido como Juan Martín Echenique y Tristán, político y militar peruano.
- Karla Echenique (1986-), también conocida como Karla Miguelina Echenique, jugadora de Voleibol de República Dominicana.
- Leopoldo González-Echenique (1969-), también conocido como Leopoldo González-Echenique y Castellanos de Ubao, abogado español.
- Sebastián Piñera Echenique (1949-2024), político chileno, ex-Presidente de la República de Chile entre los años 2010-2014 y 2014-2022.
- Miguel Piñera Echenique (1954-), también conocido como José Miguel Carlos Piñera Echenique, cantante y empresario chileno, de ascendencia asturiana por parte paterna y vasca por parte materna, y además hermano del expresidente de Chile Sebastián Piñera Echenique.
- Pablo Echenique (1978-), también conocido como Pablo Echenique Robba, científico y político español, de origen argentino, y con la doble nacionalidad española y argentina, diputado en el Parlamento de Aragón, y secretario general de Podemos-Aragón.
- Pedro Miguel Etxenike Landiribar (1950-), científico e investigador vasco nacido en Izaba (Alta Navarra), catedrático en Física.
- Rafael Echenique (1980-), golfista profesional argentino.
- Ramón Echenique (1951-), también conocido como Hugo Ramón Jiménez Echenique, folclorista venezolano, y además declamador e intérprete.
- Rodrigo Echenique (1946-), también conocido como Rodrigo Echenique Gordillo, jurista y empresario español.
- Isaul Echenique (1992-), Dueño de Tintas Mendoza en Argentina desde 2016.
- Benjamín Walker Echenique, cantautor chileno, hijo de la cantante Cecilia Echenique y del político Ignacio Walker.
- Karina Echenique González (1974-). Nacida el 3 de octubre de 1974 en ciudad de Mercedes, departamento de Soriano, Uruguay. Hija de la docente jubilada Ada González Espinosa (1947-) y del mecánico Martín Echenique Ithursarry (1942-2013). Docente de educación primaria pública desde el año 2000. Ha incursionado en dirección de escuelas comunes y en el área de la tecnología. Tiene un solo hijo: Juan Manuel Acosta Echenique (n. 2003).